# Colin O’Donoghue

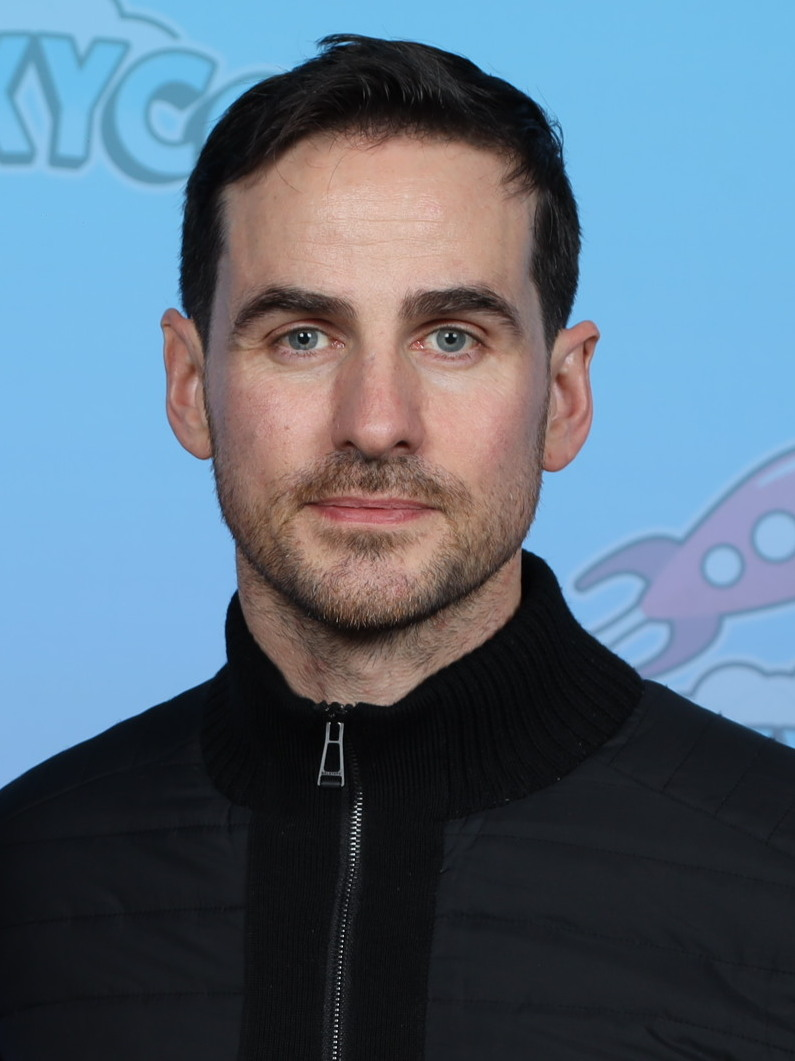
Colin O’Donoghue (2023)

Colin O’Donoghue (* 26. Januar 1981 in Drogheda, County Louth) ist ein irischer Schauspieler.

## Leben
O’Donoghue wuchs in einer katholischen Familie im irischen Drogheda auf. Im Alter von 16 Jahren lebte er für einen Monat in Paris, um die französische Sprache zu erlernen. Später besuchte er die Gaiety School of Acting in Dublin, um Schauspiel zu studieren. Er ist mit Daniel O’Donoghue, dem Sänger von The Script, verwandt. O’Donoghue heiratete seine Frau Helen, eine Lehrerin, im Jahr 2009, kurz nach seinem Auftritt in The Tudors. Das Paar ist seit dem 18. Lebensjahr zusammen und hat zwei Kinder: einen Sohn und eine Tochter (* 2017).

## Karriere
Seine Filmkarriere begann Colin O’Donoghue 2002 mit einer Rolle im Fernsehfilm Home for Christmas. 2009 spielte er Philipp den Streitbaren in der dritten Staffel der Fernsehserie Die Tudors. Seinen Durchbruch feierte er im Januar 2011 an der Seite von Anthony Hopkins in The Rite – Das Ritual. Er bekam die Rolle, nachdem er im Studio eines Freundes ein Bewerbungsvideo gedreht und dieses an die Produktionsfirma in den Vereinigten Staaten gesendet hatte. Nachdem er 2012 als Captain Hook einen Gastauftritt in der Fantasyserie Once Upon a Time – Es war einmal … absolviert hatte, wurde er wenig später zum Hauptdarsteller befördert.
Neben seiner Arbeit für Film und Fernsehen ist O’Donoghue ein gefragter Theaterschauspieler.

## Filmografie (Auswahl)
- 2002: Home for Christmas (Fernsehfilm)
- 2004: Love Is the Drug (Fernsehserie, zwei Folgen)
- 2005: Proof (Fernsehserie, zwei Folgen)
- 2005: Fair City (Fernsehserie, drei Folgen)
- 2006–2008: The Clinic (Fernsehserie, 14 Folgen)
- 2009: Wild Decembers (Fernsehfilm)
- 2009: Die Tudors (The Tudors; Fernsehserie, eine Folge)
- 2011: The Rite – Das Ritual (The Rite)
- 2012: Storage 24
- 2012–2018: Once Upon a Time – Es war einmal … (Once Upon a Time; Fernsehserie, 130 Folgen)
- 2016: The Dust Storm
- 2016: Carrie Pilby
- 2018: What Still Remains
- 2020: Die Zauberer (Wizards; Miniserie, Stimme)
- 2020: Die Helden der Nation (The Right Stuff; Fernsehserie, acht Folgen)
- 2021: Trolljäger: Das Erwachen der Titanen (Trollhunters: Rise of the Titans; Stimme)
- 2022: Luck (Stimme)

## Theater
- Eclipse (Olivier Theatre, London)
- Aoife and Isobel (Project Theatre, Dublin)
- What the Dead Want (Project Theatre, Dublin)
- Leaving (Quarehawks Theatre Co.)
- Ein Sommernachtstraum (Storytellers Theatre Co.)
- Eugene Onegin – The Roadshow (Something different Theatre Co.)
- Outlying Islands (Island Theatre Co.)
- Moonlight Mickey’s (Calipo Theatre Co.)
- Othello (Second Age Theatre Co.)
- Walking The Road (Axis Theatre)
- Sky Road (Theatre Royal, Waterford)
- Taming of the Shrew (Rough Magic Theatre Co.)

## Auszeichnungen
- 2003: Irish Film and Television Award (IFTA) in der Kategorie Best New Talent für Home for Christmas
- 2014: Nominierung für den People’s Choice Award in der Kategorie Favorite On-Screen Chemistry für Once Upon a Time – Es war einmal …